# Dichotomius pygidialis
Dichotomius pygidialis är en skalbaggsart som beskrevs av Luederwaldt 1922. Dichotomius pygidialis ingår i släktet Dichotomius och familjen bladhorningar. Inga underarter finns listade i Catalogue of Life.